# Brontornis
Brontornis ist eine ausgestorbene flugunfähige Gattung der Vögel aus der Familie der Brontornithidae, die im Miozän in Südamerika lebte und zu den größten bekannten Vögeln gehört, die auf der Erde lebten. Sie ist nur von einigen Dutzend Knochenfragmenten nachgewiesen, die überwiegend der Santa-Cruz-Formation entstammen. Ursprünglich wurde Brontornis zu den „Terrorvögeln“ (Phorusrhacidae) gestellt, erneute Untersuchungen erbrachten aber eine eher wahrscheinliche Stellung nahe an der Basis der stammesgeschichtlichen Entwicklung der Gänsevögel. Es ist bisher nicht eindeutig geklärt, ob die Vertreter von Brontornis räuberisch oder pflanzenfressend lebten, der Bau des Unterkiefers und die Gestaltung der Krallen an den Zehen sprechen aber für eine Bevorzugung pflanzlicher Nahrung.

## Merkmale
Die Vertreter von Brontornis hatten einen schweren Körperbau, kurze Beine, mächtige Schnäbel und stark zurückgebildete Flügel, allerdings ist die Gattung nur über wenige Funde bekannt. Das für Vögel typische Quadratbein wich durch einzelne reduzierte Knochenvorsprünge von jenem der Phorusrhacidae („Terrorvögel“), zu denen die Gattung ursprünglich gestellt wurde, etwas ab und ähnelte eher dem entsprechenden Knochen der Donnervögel. Der Schnabel ist unvollständig und nur über Unterkieferreste überliefert, diese lassen aber ebenfalls markante Unterschiede erkennen. Das größte bekannte Fragment ist 26,5 cm lang und zeigt, dass der Unterkiefer eine deutlich massivere und breitere Gestaltung hatte. Der Knochenkörper wurde bis zu 11 cm hoch, die Symphyse war dagegen niedrig und sehr stark vorn und hinten zusammengedrückt. Mit einer Länge von gleichfalls 11 cm wirkte sie vergleichsweise kurz und weiterhin mit 9,2 cm Ausdehnung am hinteren Ende sehr breit. In seiner Gesamtform erinnert der Unterkiefer so an den der Gänsevögel, er war zudem deutlich kürzer, breiter und massiver als der der „Terrorvögel“. Sehr robust und groß waren auch die Beinknochen. Der Tarsometatarsus wurde rund 40 cm lang, war aber verhältnismäßig kurz und breit, der Tibiotarsus erreichte mit 75 cm fast das Doppelte an Länge. Ein weiterer Unterschied zu den „Terrorvögeln“ besteht in der Ausprägung der Endphalangen der Füße. Diese waren bei Brontornis subtriangulär (abgerundet-dreieckig) im Querschnitt und in der Seitenansicht nicht so stark greifvogelartig gekrümmt wie bei den Phorusrhaciden. Dadurch entsprachen die Krallen von Brontornis in etwa jenen von Gastornis, einem heute ebenfalls ausgestorbenen großen Laufvogel.

## Fossilfunde

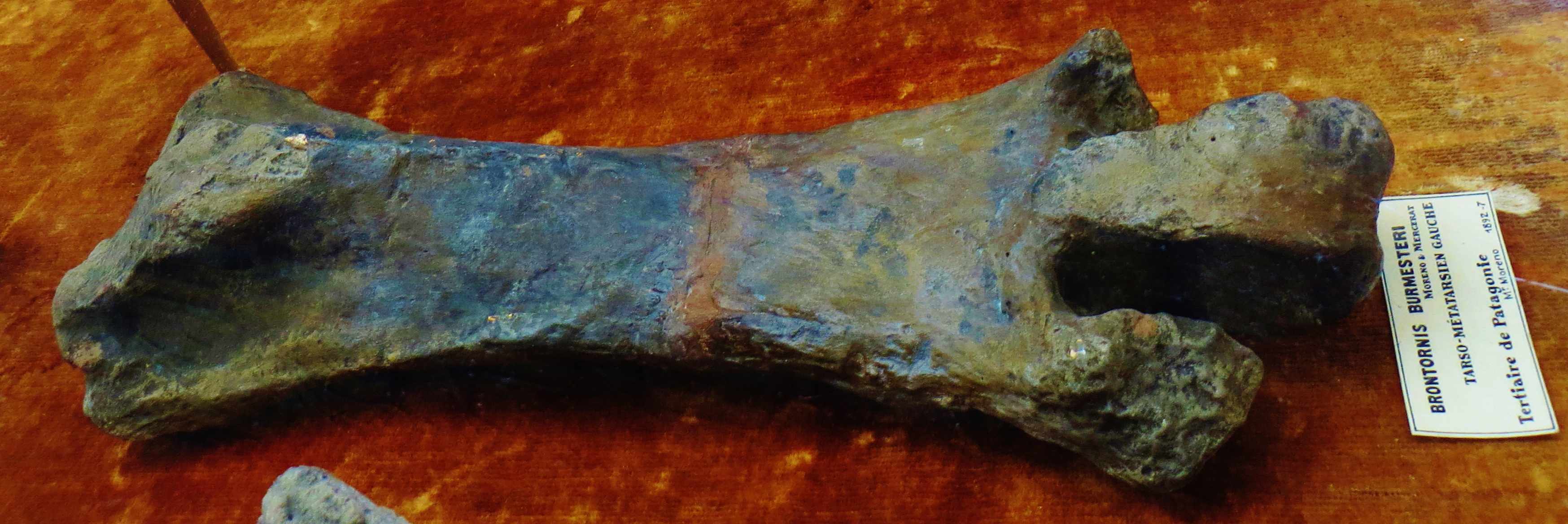
Tarsometatarsus von Brontornis

Fossil nachgewiesen ist Brontornis ausschließlich im südlichen Teil Südamerikas, wo das Fundmaterial in der argentinischen Provinz Santa Cruz in Patagonien entdeckt wurde. Dieses ist 27 bis 17 Millionen Jahre alt, wodurch es dem Unteren und Mittleren Miozän angehört, ein Teil der Fossilien kann dabei der Santa-Cruz-Formation zugewiesen werden, die in den Übergang vom Unteren zum Mittleren Miozän zu stellen ist. Allerdings sind bisher nur einige Dutzend Reste bekannt, die zudem teils stark fragmentiert vorliegen und Teile des Unterkiefers, vor allem der vorderen Symphyse, und das Quadratbein, aber auch einzelne Brustwirbel und Teile der Laufbeine, speziell das Femur, der Tibiotarsus, der Tarsometatarsus sowie einige Phalangen umfassen. Bedeutende Fundstellen sind der Lago Argentino im Landesinnern oder Monte León und Monte Observación an der Ostküste Argentiniens.

## Paläobiologie

### Körpergröße und Wachstum
Aufgrund der Größe der Funde wird eine Scheitelhöhe von 280 cm angenommen. Die ausgesprochene Massivität der Knochen führen zu Gewichtsschätzungen zwischen 350 und 400 kg beziehungsweise 319 bis 350 kg. Einige Funde weisen aber deutliche Größenunterschiede auf, die im Falle des Tarsometatarsus bis zu 33 % erreichen können. Aufgrund des nur spärlichen Fundmaterials ist aber unklar, ob es sich um einen intraspezifischen Geschlechtsdimorphismus oder um Repräsentanten zweier verschiedener Arten handelt. Trotzdem war Brontornis mit den angegebenen Werten einer der größten und schwersten Vögel, die je auf der Erde lebten. Lediglich Aepyornis aus der Gruppe der Elefantenvögel, die auf Madagaskar heimisch waren und bis in das Jungholozän überlebten, erreichte mit mutmaßlichen über 500 kg vergleichbare Dimensionen bei etwa gleicher Wuchshöhe. Das Gleiche gilt für Dromornis und Bullockornis als Vertreter der Donnervögel, die im Miozän in Australien vorkamen. Bei diesen wird von einem geschätzten Gewicht von 300 kg und mehr ausgegangen. Auch für Pachystruthio, einer riesigen Form der Strauße aus dem Pleistozän des südöstlichen Europas, lassen sich ähnliche Ausmaße annehmen. Alle genannten Vögel ähneln sich zwar teilweise im Körperbau erheblich, jedoch waren sie untereinander nicht näher verwandt.
Laut histologischen Untersuchungen an den Langknochen verlief bei Brontornis das Wachstum der Jungtiere einheitlich und ohne Unterbrechung. Dies lässt auf variable Umweltbedingungen und/oder Einfluss durch Fressfeinde schließen, was eine relativ kurze Jugendphase bedingt. Im Gegensatz dazu unterlag der Nachwuchs bei einigen vergleichbar großen, aber inselbewohnenden flugunfähigen Vögeln wie den Elefantenvögeln oder Moas Wachstumsschüben. Dadurch war die Jugendphase ausgedehnter, was aber stabile Umweltverhältnisse oder die Abwesenheit von Beutegreifern voraussetzt.

### Ernährungsweise
Weiterhin herrscht Unklarheit über die Ernährungsweise, da Schädelfunde selten sind und bisher nur stark fragmentiert vorliegen. Aufgrund der ursprünglich angenommenen Verwandtschaft mit den „Terrorvögeln“ sind einige Forscher der Auffassung, Brontornis könnte ein Aasfresser gewesen sein. Entsprechend häufig dargestellte Lebendrekonstruktionen mit einem spitzen, hakenförmig endenden Oberschnabel sind aber unsicher, da Funde von diesem bisher fehlen. Andere Wissenschaftler dagegen vermuten eine eher pflanzenfressende Lebensweise. Untersuchungen am Unterkiefer weisen darauf hin, dass er höchstwahrscheinlich nicht zum Zerfleischen tierischer Nahrung geeignet war. Der breite und kräftige Unterkiefer ähnelt dabei dem von Gastornis und Dromornis, wobei für beide heute von einer eher pflanzenfressenden Ernährung ausgegangen wird, ähnlich wie es für Aepyornis schon länger bekannt ist. Ebenso zeigen die Endphalangen von Brontornis wie die von Gastornis im Vergleich zu den „Terrorvögeln“ keine stärkeren Biegungen und lassen so keine kräftigen Greifvogelkrallen annehmen, was als weiteres Indiz auf eine eher pflanzliche Nahrungsgrundlage gewertet werden kann. Der enormen Körpergröße zufolge wird vermutet, dass Brontornis eher offene Landschaften bewohnte, wie sie unter anderem für die Santa-Cruz-Formation auch nachgewiesen sind. Der im Vergleich zum Tibiotarsus kurze und breite Tarsometatarsus spricht für eine an die enorme Körpermasse angepasste langsame Fortbewegung.

## Systematik
Brontornis ist eine Gattung der Vögel (Aves), die teilweise in die Familie der ausgestorbenen Brontornithidae verwiesen wird. Hierbei handelt es sich um sehr große, flugunfähige Vögel aus dem Miozän von Südamerika. Die genaue systematische Zuordnung von Brontornis und der Brontornithidae wird diskutiert, was weitgehend dem fragmentierten Fundmaterial geschuldet ist. Ursprünglich an die Basis der Phorusrhacidae („Terrorvögel“) gestellt, bestehen heute verschiedene Ansichten. Nach mehreren kladistischen Untersuchungen bilden die Brontornithidae einerseits eine nähere Verwandtschaftsgruppe mit den Gänsevögeln und gehören dort der Basalgruppe dieser Ordnung an, andererseits formen sie auch die Schwestergruppe der Cariamiformes, welche die heutigen Seriemas und die Phorusrhacidae vereinen. Seit der Einführung der Brontornithidae als Familiengruppe galt diese zumeist als monotypisch. Als möglicher Verwandter zogen einige Autoren Liornis in Betracht, der aber zumeist als synonym zu Brontornis beziehungsweise zu Phorusrhacos angesehen wurde. Hier ergaben Analysen des sehr geringen Fundmaterials aus der Santa-Cruz-Formation, vorgestellt im Jahr 2016, dass Liornis höchstwahrscheinlich identisch mit Brontornis ist. Allerdings zeigt ein Tibiotarsus eines großen Vogels aus Salla-Luribay in Bolivien eine ähnliche Gestaltung wie der von Brontornis. Wie bei diesem fehlt unter anderem ein auffälliger Knochensteg (Pons supratendineus) am unteren Gelenkende, wodurch er markant von dem der Phorusrhacidae abweicht. Der Fund datiert in das Oligozän und könnte somit den bisher ältesten bekannten Vertreter der Brontornithidae repräsentieren.
Die Erstbeschreibung von Brontornis erfolgte 1891 durch Francisco Moreno und Alcide Mercerat anhand einiger Beinknochen. Sie stellten dabei Brontornis in die eigene Familie der Brontornithidae innerhalb der von ihnen neu geschaffenen Ordnung der Stereornithes. Diese fasste damals auch die Phorusrhacidae als eigenständige Familie, laut Moreno und Mercerat zeigte die Ordnung aber starke Ähnlichkeiten zu den Gänsevögeln und stand ihrer Meinung nach am Übergang zu den Entenvögeln. Innerhalb der Gattung ist mit B. burmeisteri eine Art anerkannt, eine weitere von Florentino Ameghino im Jahr 1895 aufgestellte, B. platyonyx, gilt heute als Synonym, ebenso wie die Art Rostroornis floweri, die Moreno und Mercerat im selben Jahr etablierten wie Brontornis. Der Lectotyp der Gattung und Typusart (Exemplarnummer MLP 88-91) umfasst einen Femur, einen Tibiotarsus, eine Fibula sowie einen Tarsometatarsus eines Individuums und wurde erst 1967 durch F. Brodkorb festgelegt.

## „Terrorvogel“ oder Gänseverwandter – Zur Debatte der systematischen Zuordnung
Traditionell wurde Brontornis als Gattung in der Regel zur ausgestorbenen Familie der Phorusrhacidae („Terrorvögel“) zugerechnet, welche in Südamerika recht weit verbreitet war und große bis sehr große, zumeist räuberisch lebende Laufvögel umfasst. Diese sind mit den rezenten Seriemas (Cariama) verwandt, besondere Kennzeichen sind unter anderem der hakenförmig nach unten gebogene Oberschnabel und die gebogenen Endphalangen, die scharfe Klauen besaßen und die Vögel so als räuberisch lebende Fleischfresser auszeichnen. Innerhalb der Terrorvögel wurde Brontornis in die eigene Unterfamilie Brontornithinae verwiesen, sehr großen und massigen Vögeln, zu denen auch Physornis und Paraphysornis gehörten. Die Zuweisung zu den Phorusrhaciden erfolgte hauptsächlich über die Ausprägung der kräftigen Unterkiefersymphyse sowie den vorn und hinten verschmälerten Tarsometatarsus und wurde durch eine Untersuchung der gesamten Familie durch Herculano M. F. Alvarenga und Elizabeth Höfling im Jahr 2003 unterstützt.
Eine Revision der Gattung Brontornis von Federico L. Agnolin im Jahr 2007 lehnt die auf diesen Merkmalen beruhende Zuweisung zu den Phorusrhaciden ab, da sie auch bei anderen frühen großen Laufvögeln auftreten, etwa bei Gastornis oder innerhalb der Dromornithidae. Die Drehung des Mittelschaftes des Tibiotarsus und der Bau des Quadratbeins sprechen für eine nähere Verwandtschaft mit den Gänsevögeln (Anseriformes). Aus diesen Gründen wurde Brontornis von Agnolin aus den Phorusrhaciden ausgeschlossen und an die Basis der Gänsevögel verschoben. Physornis und Paraphysornis dagegen werden weiterhin zu den „Terrorvögeln“ gerechnet und formen nun die neue Unterfamilie Physornithinae. Eine derartige Stellung für Brontornis war ursprünglich schon von den Erstbeschreibern der Gattung favorisiert worden, ebenso hatte Mathilde Dolgopol de Sáez 1927 aus ähnlichen Erwägungen Brontornis aus den Phorusrhaciden ausgeschlossen und den Gänsevögeln zugewiesen, wobei sie eine nahe Beziehung mit Gastornis vermutete. In der Folgezeit nach Agnolins Revision stieß seine Entscheidung in der Fachwelt teilweise auf Zustimmung.
Eine erneute phylogenetische Analyse der Phorusrhacidae im Jahr 2011 schloss Brontornis erneut ein, wobei dies mit der besonderen Ausprägung eines fragmentierten Brustwirbels begründet wurde. In der darauf folgenden Zeit wurde Brontornis weiterhin als Angehöriger der Gänsevögel geführt, die Wiedereingliederung in die Phorusrhacidae fand dagegen in der Wissenschaft nur wenig Widerhall. Weitere kladistische Analysen, die hauptsächlich die Struktur der Laufbeine betrafen – diese ähneln denen des heutigen Schwans (Cygnus) aus der Familie der Entenvögel (Anatidae) –, bekräftigten die Stellung von Brontornis an der Basis der stammesgeschichtlichen Entwicklung der Gänsevögel. Mehrfach wurde auch auf das Fehlen des markanten Knochenstegs (Pons supratendineus) auf der Vorderseite des unteren Gelenkendes des Tibiotarsus von Brontornis hingewiesen, der wiederum bei den Phorusrhacidae vorkommt. Weiterhin kann der abweichende Bau des Unterkiefers, der bei Brontornis kurz und robust, bei den „Terrorvögeln“ aber lang und schlank ist, als Hinweis auf eine Trennung voneinander gewertet werden. Die unterschiedliche Gestaltung des Unterkiefers resultiert den bereits erwähnten Untersuchungen zufolge auch in einer abweichenden Ernährungsweise von Brontornis gegenüber den Phorusrhaciden.
Allerdings widersprach diesem Konsens wiederum eine Studie aus dem Jahr 2017, vorgelegt durch Trevor H. Worthy und Kollegen. Hier wurde Brontornis aus den Gänsevögeln ausgeschlossen und als Schwestertaxon der Cariamiformes eingestuft. Die Gattung rückte dadurch wieder in die Nähe der Phorusrhacidae, ohne diesen direkt anzugehören. Grund für die Verschiebung war eine neue Wichtung der Merkmale, wodurch den von Alvarenga und Höfling hervorgebrachten Argumenten größere Bedeutung beigemessen wurde als denen von Agnolin und weiteren Wissenschaftlern. Zudem unterlag Agnolin nach Meinung der Autoren einer Fehlinterpretation bei der Orientierung des Quadratbeins als einen zentralen Punkt seiner systematischen Zuordnung von Brontornis. Worthy und Kollegen weisen aber darauf hin, dass, entsprechend auch den vorangegangenen Studien, für ihre Interpretation aufgrund des nur spärlichen Fundmaterials von Brontornis gut drei Viertel der benötigten Merkmale nicht zur Verfügung standen. Agnolin indes ordnete im Jahr 2021 Brontornis wieder den Gänsevögeln zu und sah die Form in einer engeren Beziehung zu Gastornis und den Donnervögeln.